# سومبریلو (نیو مکزیکو)
سومبریلو (به انگلیسی: Sombrillo) یک منطقهٔ مسکونی در ایالات متحده آمریکا است که در شهرستان سنتافه، نیومکزیکو واقع شده‌است. سومبریلو ۲٫۵ کیلومتر مربع مساحت و ۴۹۳ نفر جمعیت دارد و ۱٬۷۵۰ متر بالاتر از سطح دریا واقع شده‌است.